# Auftragsbestätigung

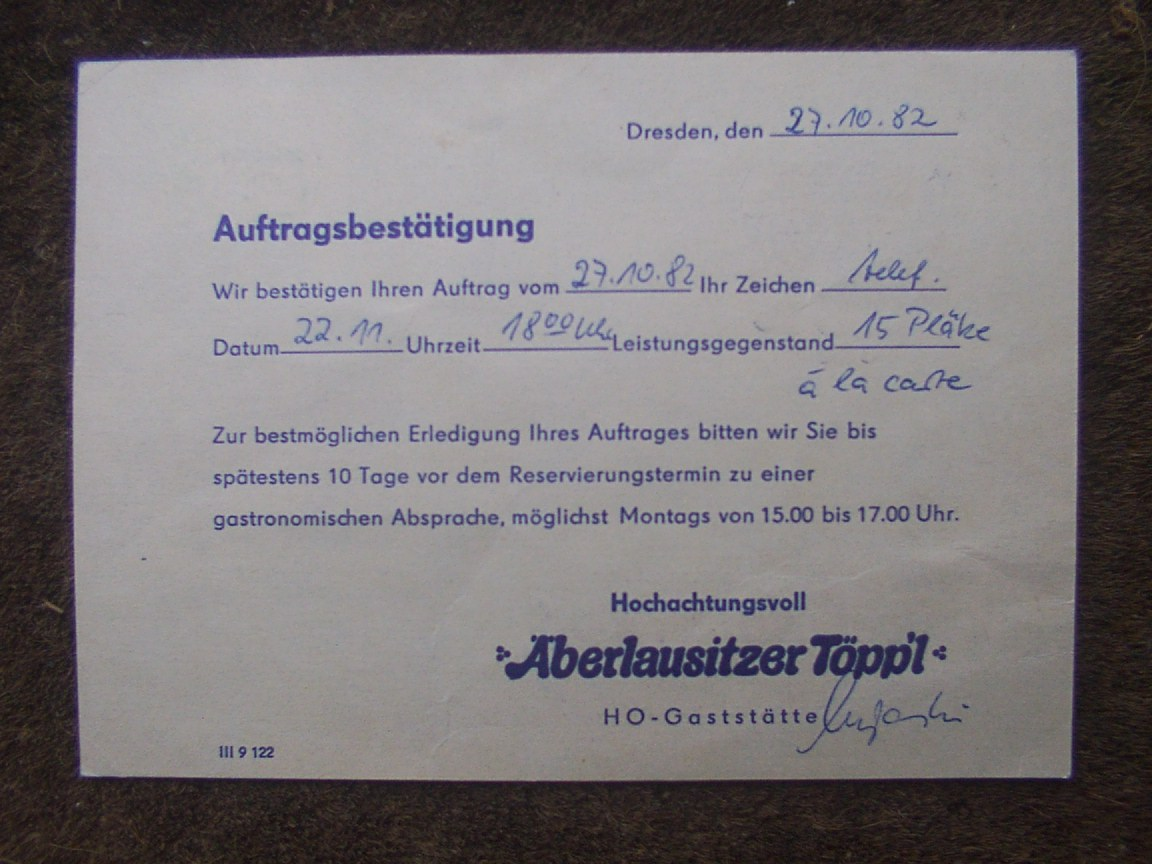
Auftragsbestätigung einer HO-Gaststätte in Dresden für eine Reservierung (1982)

Als Auftragsbestätigung (oder Auftragsannahme) wird in der Wirtschaft die Annahme eines Kundenauftrags oder einer Bestellung durch einen Händler oder Lieferanten bezeichnet.

## Allgemeines
Erfolgen Auftrag oder Bestellung aufgrund eines vorangegangenen Angebots, kann auf eine Auftragsbestätigung verzichtet werden. Eine Auftragsbestätigung wird insbesondere dann erteilt, wenn ein vorangegangenes Angebot durch den Auftragnehmer abgeändert, verspätet angenommen oder das Angebot freibleibend war.
Auftragsbestätigungen sind üblich bei Kaufverträgen und Werkverträgen, bei denen die Lieferung nicht sofort erfolgen kann (Build-to-Order). Mit einer Auftragsbestätigung kommt ein Vertrag zustande. Weicht sie jedoch vom Angebot ab, kommt kein Vertrag zustande (§ 150 Abs. 2 BGB). Dies kann zum Beispiel dann der Fall sein, wenn die Auftragsbestätigung auf die Allgemeinen Geschäftsbedingungen des Unternehmers verweist, der Preis abweicht, oder die Spezifikation der Güter verändert wird. Schweigt ein Verbraucher auf eine veränderte Auftragsbestätigung, so ist kein Vertrag zustande gekommen.

## Inhalt
In der Auftragsbestätigung sollen im Einzelnen Vertragsgegenstand, Abwicklungsform, Vergütung und Haftung des Auftragnehmers genau geregelt sein. Die Auftragsbestätigung enthält die Lieferungs- und Zahlungsbedingungen, sie gilt jedoch nicht als Rechnung.
Ein Schweigen auf eine abweichende Auftragsbestätigung kann auch grundsätzlich nicht in Fällen des Geschäftsverkehrs unter Kaufleuten als stillschweigende Annahme des veränderten Vertragsangebots interpretiert werden. Ein Angebot kann jedoch – wie auch das Gegenangebot – unter Umständen konkludent angenommen werden.

## Abgrenzung
Während die Auftragsbestätigung von Händlern oder Lieferanten üblicherweise an Nicht-Kaufleute als Auftraggeber erteilt wird und ein Angebot annimmt, mit der Folge eines Vertragsabschlusses, dient das kaufmännische Bestätigungsschreiben als Willenserklärung gegenüber Kaufleuten, bei dem das Schweigen eines Kaufmanns stets als Zustimmung gilt. In der Praxis führt die Abgrenzung zu erheblichen Schwierigkeiten. Entscheidend ist, ob das Schreiben den Vertrag erst zustande bringen (Auftragsschreiben) oder die vorherigen (z. B. mündlichen) Vertragsverhandlungen festschreiben soll. In der widerspruchslosen Hinnahme einer modifizierten Auftragsbestätigung darf jedenfalls keine stillschweigende Annahmeerklärung gesehen werden. Der Absender eines kaufmännischen Bestätigungsschreibens geht dagegen davon aus, dass bereits ein Vertrag mit diesem Inhalt geschlossen worden ist und will diesen noch einmal – möglicherweise unrichtig – schriftlich bestätigen. Mit dem Versand von Auftragsbestätigung/kaufmännischem Bestätigungsschreiben kann der Auftragnehmer den Auftrag als Auftragseingang verbuchen.